# Dawson Turner
Dawson Turner (ur. 18 października 1775, zm. 21 czerwca 1858) – angielski bankier, botanik i antykwariusz. Jako botanik zajmował się roślinami zarodnikowymi.

## Życiorys
Pochodził z zamożnej rodziny. Uczył się w North Walsham Grammar School (obecnie Paston College) oraz w Barton Bendish jako uczeń botanika Roberta Forbyego. Następnie poszedł do Pembroke College w Cambridge, gdzie nauczycielem był jego wujek wielebny Joseph Turner. Z powodu poważnej choroby ojca nie dokończył jednak nauki i bez dyplomu wrócił do domu. Po śmierci ojca został spadkobiercą banku. Ożenił się, miał dzieci i został teściem botanika Williama Jacksona Hookera.

## Praca naukowa
Po zostaniu bankierem jego hobby stała się botanika (wówczas do roślin zaliczano także grzyby). W wolnym czasie zbierał okazy roślin w okolicy. Stał się takim ich znawcą, że w 1794 r. zaoferował pomoc Jamesowi Sowerbyemu przy oznaczaniu ich gatunków. Turner opublikował wiele książek i współpracował z innymi botanikami. W grudniu 1802 r. został wybrany członkiem Towarzystwa Królewskiego, a w 1816 r. członkiem zagranicznym Królewskiej Szwedzkiej Akademii Nauk.
Po 1820 r. zainteresował się antykami. On i jego dzieci uczyli się rysunku u znanego artysty z Norfolk, Johna Sella Cotmana, który stał się dobrym przyjacielem rodziny. Razem pojechali do Normandii i współpracowali przy książce Architectural Antiquities of Normandy, wydanej w 1822 r. Cotman namalował do niej akwaforty.
Opisał nowe taksony roślin i grzybów. W ich naukowych nazwach dodawane jest jego nazwisko Turner.